# Куценко Яків Григорович
Я́ків Григо́рович Куце́нко (22 листопада 1915, Київ — 13 серпня 1988, Київ) — український спортсмен та тренер, заслужений майстер спорту СРСР (1940), заслужений тренер СРСР (1956). Суддя міжнародної категорії (1959).

## Життєпис
Народився 22 листопада 1915 року. Виростав у київському районі Звіринець. У часі київських виступів Івана Піддубного Яків залюбився в його майстерність; супроводжував від готелю до цирку та назад, спостерігав за тренуваннями. По цьому починає займатися партерною акробатикою; працював слюсарем-монтажником.
Штангою його зацікавив чемпіон УРСР Олександр Донськой — у спортклубі «Харчовик» 1934 року.
Тренувався в Київському товаристві «Локомотив». По закінченні ФЗО поїхав на Урал будувати Кізеловську ГЕС.
1936 року на чемпіонаті УРСР в Ірміно здобув першу перемогу у вазі 82,5 — 340 кг(100+105+135). Потім переходить у важку категорію. У березні 1937 року на чемпіонаті України в Києві показує в сумі 363 кг (106+111+146). За місяць чудово дебютує на чемпіонаті СРСР у Тбілісі, здобувши першу золоту медаль — 380 кг (112,5+117,5+150).
Одинадцятиразовий чемпіон УРСР — у 1936—1938, 1940—1941, 1944—1945, 1947—1949 та 1955 роках.
Чотирнадцятиразовий чемпіон СРСР — у 1937—1940 та 1943—1952 роках.
Першим на чемпіонаті СРСР у Києві подолав 400-кілограмовий рубіж у триборстві — 410 кг (122,5+125+162,5). За кілька місяців поліпшує свою суму на 2,5 кг. Відомий вірменський важковаговик Серго Амбарцумян, уникаючи очних поєдинків, показує в Москві 413,5 кг, однак Куценко в Ташкенті набирає 420 кг.

Черговий рекорд

Останнє слово цього, 1938, року лишається за Серго: маючи відмінні умови і персонального тренера Я. Ю. Спарре (рішення Й. Сталіна) 30 грудня досягає суми в 433,5 кг (136+130+167,5). Кращий результат цього року був лише у олімпійського чемпіона 1936 року Йозефа Мангера — 435 кг.
До спорту Куценко повертається 1943 року, мусив починати все спочатку — в триборстві подолав лише 360 кг.
Радянська збірна 1946 року в Парижі дебютує на чемпіонаті світі. Я. Куценко здобуває срібну медаль у важкій вазі. 1947 року в Гельсінкі стає Чемпіоном Європи — першим серед українських важкоатлетів, сума в триборстві 432,5 кг. 1950 року знову стає чемпіоном Європи — сума 422,5 кг.
На його рахунку 29 рекордів УРСР, 53 рекорди СРСР, 3 світових рекорди.
Був прапороносцем збірної СРСР на церемонії відкриття Олімпіади 1952 року на стадіоні «Олімпійський» у Гельсінкі.
Протягом 1954—1963 років — головний тренер збірної СРСР з важкої атлетики. Тренував Цезаря Весловуцького. Підготував Ігоря Рибака — чемпіона Ігор XVI Олімпіади (1956 р.) у ваговій категорії до 67,5 кг, чемпіона Європи(1956 р.)
Нагороджений орденами «Знак Пошани» (1944 р.) та Трудового Червоного Прапора (1947, 1957 рр.).
Цитати
«Його настрій, завжди оптимістичний, підбадьорюючий, вселяв у нас, вихованців, віру в перемогу. Яків Григорович Куценко давав можливість кожному проявити свою ініціативу, індивідуальність. У нього не було й натяку на трафарет у методиці тренування. Заняття проходили в атмосфері взаєморозуміння, глибокої зацікавленості, правильного настрою». Ігор Рибак, олімпійський чемпіон
Написав книги про важку атлетику:
- 1968 — «Золоті кілограми»,
- 1975 — «У житті та спорті»,
- «У великому триборстві»,
- «Сила, здоров'я, краса».

Могила Якова Куценка, Байкове кладовище

1987 року відбувся турнір з важкої атлетики, переможці отримали призи Якова Куценка. Після смерті Якова Куценка турнір було названо на його честь.
Батько кіноредакторки та сценаристки Світлани Куценко (1940—2017).
Помер на 73-му році життя 13 серпня 1988 року. Похований на Байковому кладовищі разом з родиною (ділянка № 52, 50°25′19.22″ пн. ш. 30°30′24.66″ сх. д. / 50.4220056° пн. ш. 30.5068500° сх. д.).